# لشکر سوم زرهی اس‌اس توتن‌کوپف
لشکر سوم زرهی اس‌اس توتنکوپف (به آلمانی:SS-Division Totenkopf) یکی از لشکرهای وافن اس‌اس در جنگ جهانی دوم بود.

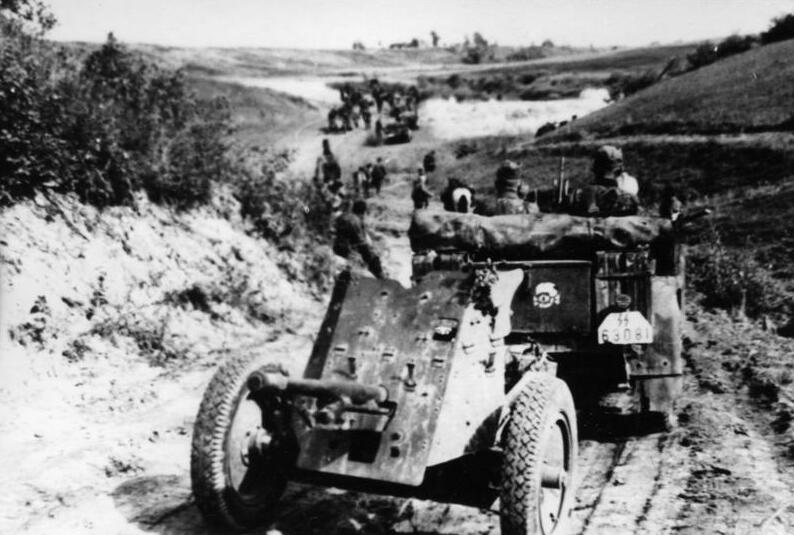
ستون نیروهای لشکر توتن‌کوپف اس‌اس در نبرد اسمولنسک، ژوئیه ۱۹۴۱

اریش فون مانشتاین، فیلدمارشال نام‌دار آلمانی در کتاب خاطرات خود، پیروزی‌های از دست رفته، لشکر توتن‌کوپف را بهترین لشکر از وافن اس‌اس که با آن برخورد داشته‌است، می‌داند.

## فرماندهان
- تئودور آیکه
- ماتیاس کلاینهایسترکامپ
- گئورگ کپلر
- هرمان پریس
- هاینتس لامردینگ
- کارل اولریش
- هلموت بکر